# Deisenhausen
Deisenhausen település Németországban, azon belül Bajorországban. Lakosainak száma 1464 fő (2023. december 31.). Deisenhausen Krumbach, Breitenthal, Wiesenbach (Schwaben), Unterroggenburger Wald és Neuburg an der Kammel községekkel határos.

## Népesség
A település népessége az elmúlt években az alábbi módon változott:
| Lakosok száma | 535  | 776  | 703  | 1321 | 1479 | 1488 | 1466 | 1470 | 1474 | 1464 |
|               | 1875 | 1950 | 1975 | 1987 | 2012 | 2014 | 2016 | 2017 | 2021 | 2023 |